# 奇明纳
奇明纳（義大利語：Ciminna），是意大利西西里大区巴勒莫广域市的一个市镇，由巴勒莫省负责管辖。平均海拔高度600米，总面积56平方公里，人口3891人，人口密度69.5人/平方公里（2009年）。ISTAT代码为082030。